# Nīmvar
Nīmvar (persiska: نيم ور, نيمِه وَر) är en ort i Iran.   Den ligger i provinsen Markazi, i den centrala delen av landet, 220 km söder om huvudstaden Teheran. Nīmvar ligger 1 529 meter över havet och antalet invånare är 5 731.
Terrängen runt Nīmvar är kuperad åt sydväst, men åt nordost är den platt.Runt Nīmvar är det ganska glesbefolkat, med 25 invånare per kvadratkilometer. Närmaste större samhälle är Maḩallāt, 11,3 km väster om Nīmvar. Trakten runt Nīmvar består i huvudsak av gräsmarker.